# 卡爾·奧古斯特 (圖恩和塔克西斯)
卡爾·奧古斯特（Karl August von Thurn und Taxis，1898年7月23日—1982年4月26日）是德國貴族圖恩和塔克西斯家族的成員，阿爾貝特一世的次子，1971年到1982年他是家族首領。名義上的第十代親王。

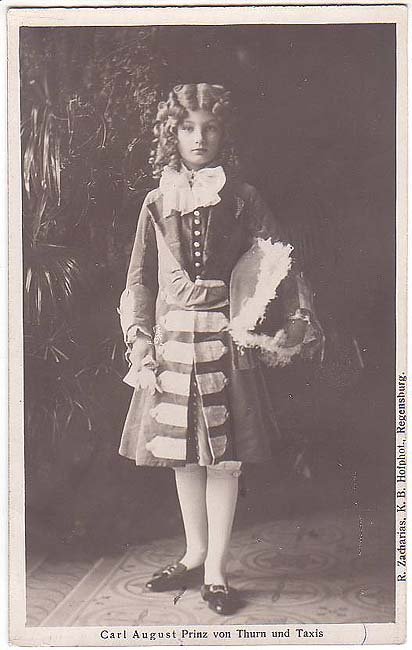
卡爾·奧古斯特，童年照片

卡爾·奧古斯特擁有顯赫的家世：他的祖母海倫妮是奧地利的伊麗莎白皇后的姊姊；他的外祖父，奧地利的約瑟夫·卡爾，是神聖羅馬皇帝利奧波德二世的一位孫子；他的外祖母克蘿蒂德則是薩克森-科堡-哥達王朝成員。他娶其兄法蘭茲·約瑟夫之妻的妹妹，布拉干薩的瑪麗亞·安娜，有兩個女兒，和一個兒子約翰尼斯。卡爾·奧古斯特是納粹的反對者，二戰期間曾被納粹監禁。